# St. Joseph University in Tanzania
Die St. Joseph University in Tanzania (SJUIT) ist eine staatlich anerkannte, private Universität in Daressalam in Tansania. Sie wird vom katholischen Orden der Missionarinnen der Unbefleckten Jungfrau Maria und ihren Mitarbeitern geführt. Im Studienjahr 2016/17 unterrichteten 99 Dozenten rund 4000 Studenten.

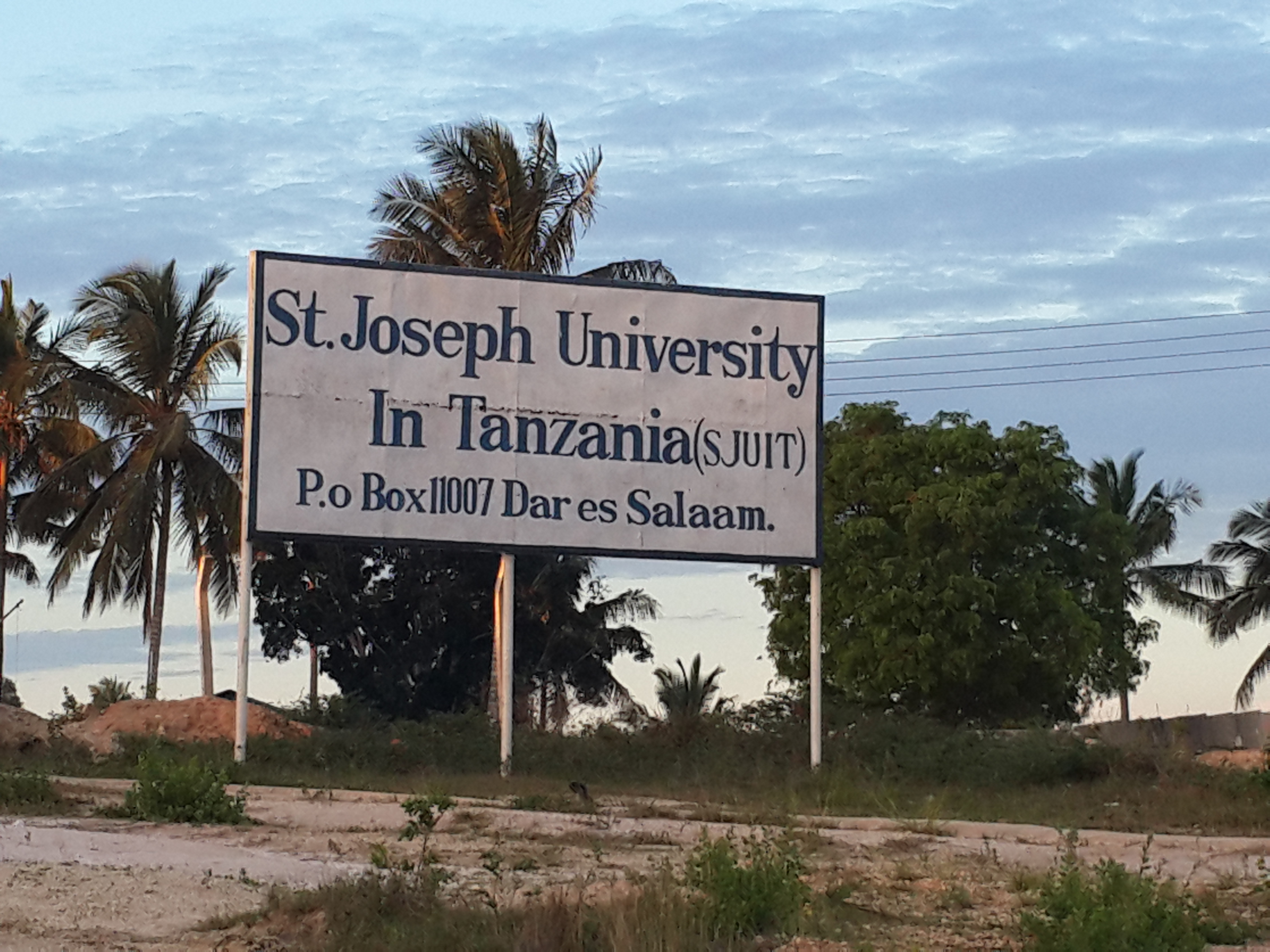

## Lage
Die Universität hat zwei Campus, die beide in Daressalam liegen. Die Fakultät für Ingenieurwissenschaften und Technologie befindet sich auf dem Campus in Mbezi-Luguruni, die Fakultät für Medizin und verwandte Dienste in Boko Dovya.

## Geschichte
Die Missionare kamen 2003 nach Tansania. Sie bauten nicht nur die St. Joseph Universität in Tansania auf, die 2011 ihre Zulassung erhielt, sondern auch die St. Eugene Universität in Sambia und die St. John Universitäten in Malawi, Äthiopien und im Sudan.

## Studienangebote
In den beiden Fakultäten gibt es folgende Ausbildungen:
| Diplom - Mechatronik - Wirtschaftstechnik - Informationstechnik - Elektronik und Kommunikationstechnik - Bautechnik - Maschinenbau - Elektrotechnik - Informationstechnologie | Bachelor - Bauingenieurwesen - Informatik - Elektronik - Informations und Netzwerktechnik - Maschinenbau - Pädagogik - Medizin |

## Zusatzangebote
Die Universität bietet folgende Zusatzleistungen an:
- Wohnen: Die Universität hat Zimmer auf den Campus und vermittelt Unterkünfte in private Wohnheime der Umgebung.
- Essen: Neben Mensen auf den Standorten gibt es Restaurants in unmittelbarer Nähe.
- Medizinische Versorgung: Auf beiden Campus stehen Gesundheitszentren für die Studenten und die Mitarbeiter zur Verfügung.
- Sport: Anlagen für Leichtathletik, Fußball, Basketball und eine Sporthalle auf den beiden Campus Mbezi und Boko fördern sportliche Aktivitäten.

## Rangliste
Von EduRank wird die Universität als 16. in Tansania, als Nummer 568 in Afrika und 11.125 weltweit geführt (Stand 2021).